# 金堤金山寺六角多層石塔
金堤金山寺六角多層石塔位於全北特別自治道金堤市金山寺，為高麗時期的石塔。於1963年1月21日定為大韓民國第27號寶物。
石塔為黏板岩材質，塔高2.18米，地面上的三層基壇用的是六角花崗岩石材並刻有石獅，其特殊石材與細膩的雕刻呈現出非常華麗的感覺。 

## 概要
此石塔為高麗初期由奉天院搬過來的。
目前這個塔的高度為2.18米，為十一層的塔，其底部為花崗岩建造的方形塔，而使用黏板岩的六角多層石塔為其特色。此種每層遞減的特殊造形與細緻雕刻的技法，讓這座石塔顯得十分耀眼。原先每一層石塔均有塔身，其六角棱角垂掛的景色讓這座石塔顯得十分莊嚴，但現在殘存的只剩下兩層塔身與十一層屋蓋石。

## 照片

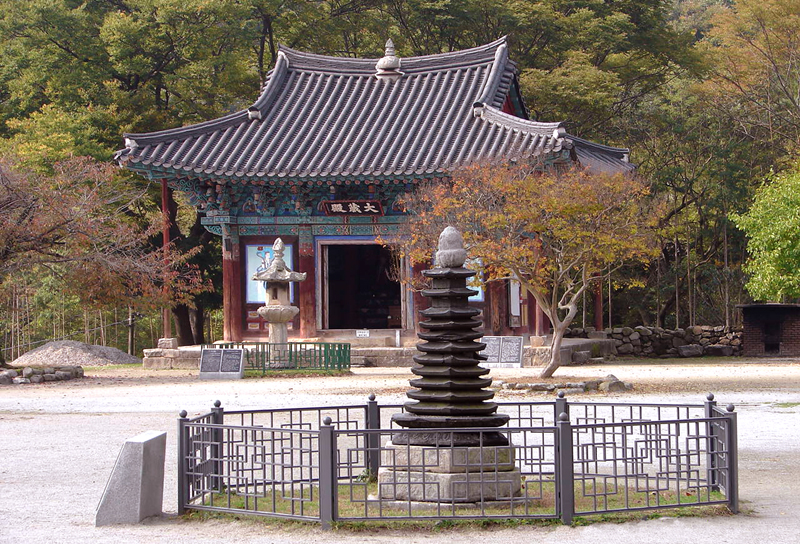
金山寺六角多層石塔 (第27號寶物)

## 脚注
1. ↑  현지 안내문 인용